# Aeroportul Louangnamtha
Aeroportul Louangnamtha (IATA: LXG, ICAO: VLLN) este un aeroport din Lūang Namthā⁠(d), Laos.
Situat la o altitudine de 600 m, aeroportul dispune de 1 pistă.

## Infrastructură

### Piste
Aeroportul dispune de o singură pistă. Pista 18/36 are suprafața de asfalt. 